# Etiopia ai Giochi della XXXIII Olimpiade
L'Etiopia ha partecipato ai Giochi della XXXIII Olimpiade che si sono svolti a Parigi dal 26 luglio all'11 agosto 2024, con una delegazione di 39 atleti, 19 uomini e 20 donne in 3 discipline.

## Medagliere

### Medaglie
| Medaglia | Nome           | Sport            | Evento                     |
| -------- | -------------- | ---------------- | -------------------------- |
| Oro      | Tamirat Tola   | Atletica leggera | Maratona maschile          |
| Argento  | Berihu Aregawi | Atletica leggera | 10000 metri piani maschili |
| Argento  | Tsige Duguma   | Atletica leggera | 800 metri piani femminili  |
| Argento  | Tigst Assefa   | Atletica leggera | Maratona femminile         |

## Delegazione
| Sport            | Uomini | Donne | Totale |
| ---------------- | ------ | ----- | ------ |
| Atletica leggera | 18     | 19    | 37     |
| Nuoto            | 0      | 1     | 1      |
| Pugilato         | 1      | 0     | 1      |
| Totale           | 19     | 20    | 39     |